# 須川信行
須川 信行（すがわ のぶゆき、天保10年10月25日 （1839年11月30日）- 大正6年（1917年）11月13日）は、江戸時代末期・明治時代の歌人、医師。宮内省御歌所寄人（よりゅうど）、『明治天皇御集』の編纂委員を務めた。

## 略歴
須川信行は、天保10年10月25日（1839年11月30日）に近江高島郡西万木村（現滋賀県高島市）の医師清水玄孝の次男として生まれ、19歳の時に御所出入り医師須川覚性（須川検校）の養子となった。医業を修める傍らで早くから和歌に興味を覚え、香川景樹の高弟で故郷高島出身の歌人渡忠秋に入門し、同人死去後小出粲に師事した。養嗣子鶴吉に医業を譲り自身は歌道に専念し、明治23年（1890年）宮中御歌会始の勅題詠進歌『いにしへに　照して今を仰ぐにも 　余るは国の光なりけり』が入選した。常葉園と号した。

## 関連事項
著作・関連書籍
- 「梔園紀行文草」（小出粲著 須川信行出版  1903年）
- 「紀貫之朝臣墳墓勘文」（須川信行作 須川信行出版 1904年）
- 「常葉歌集 全2巻」（須川信行著 須川鶴吉編 1918年）
- 「禁延廿六大家抄」 P348「須川信行」の項（大町五城著 大日本歌道奨励会 1925年）
- 「御歌所の研究」  P347「須川信行」の項（恒川平一著 還暦記念出版会 1939年）

その他
- 高島市立図書館. “ものしり百科 - 先人たち - 須川信行”. 2013年7月21日閲覧。